# David di Donatello publiczności
David di Donatello publiczności (wł. David di Donatello dello spettatore lub David dello spettatore) – nagroda filmowa przyznawana corocznie, jako kategoria specjalna w ramach włoskiej nagrody filmowej David di Donatello. Pierwszy raz została przyznana w roku 2019.
Nagrodę otrzymuje film z największą liczbą widzów (a nie z najwyższymi przychodami), na koniec lutego danego roku.

## Zwycięzcy

### Lata 2010-2019
- 2019 - A casa tutti bene, reż. Gabriele Muccino - 1 430 000 widzów[2]

### Lata 2020-2029
- 2020 - Il primo Natale, reż. Ficarra i Picone - 2 363 303 widzów[3]